# Karl Ernst Claus
Karl Ernst Claus (também Karl Klaus ou Carl Claus, em russo:  Карл Ка́рлович Кла́ус; Tartu, 22 de janeiro de 1796 – Tartu, 24 de março de 1864) foi um químico e naturalista alemão-russo de origem germano-báltico. Foi professor da Universidade Estatal de Kazan e membro da Academia de Ciências da Rússia. Conhecido principalmente como químico e descobridor do elemento químico Rutênio, que ele denominou em homenagem à sua terra natal Rutênia, e também como um dos primeiros cientistas a aplicar métodos quantitativos em botânica.

## Vida e formação
Karl Claus nsceu em 1796 em Dorpat (Tartu), Governorado da Livônia, Império Russo, filho de um pintor. Seu pai morreu quando ele tinha 4 anos de idade e dois anos depois ficou órfão. Em 1810 foi para São Petersburgo e começou a trabalhar como atendente em uma farmácia. Embora não tenha recebido educação formal, aos 21 anos de idade foi aprovado no exame estatal farmacêutico da Academia Médico-Militar S. M. Kirov de St. Petersburg, tornando-se o mais jovem farmacêutico da Rússia na época. Mais tarde em 1826 estabeleceu sua própria farmácia em Kazan.
Em 1821 Claus casou com Ernestine Bate, e tiveram três filhas nascidas em Kazan e depois um filho, quando residiam em Tartu.

## Botânica
In 1827 Claus envolveu-se como assistente de Eduard Friedrich von Eversmann na pesquisa botânica das estepes dos rios Ural e Volga. Mais tarde usou os dados coletados em sua obra "Flora der Wolgagegenden" (Flora da região do Volga).
Em 1834, enquanto ainda estudando na Universidade de Tartu, Claus partir em outra viagem botânica para as estepes trans-Volga – desta vez com o professor de química Carl Christoph Göbel. Os resultados desta expedição foram publicados em 1837–1838.

## Química
Em 1828, já com 32 anos de idade, Claus decidiu continuar sua formação na Universidade de Tartu. Durante os estudos, em 1831 começou a trabalhar como assistente no laboratório de química da universidade. Graduou-se em 1835 e obteve um doutorado em 1837, com uma tese sobre fitoquímica analítica ("Grundzüge der Analytischen Phytochemie") na Universidade de Tartu. No mesmo ano inscreveu-se para um cargo acadêmico na Academia Médico-Cirúrgica de St. Petersburg e obteve um cargo da direção do laboratório de química da Universidade Estatal de Kazan. Em 1839 obteve a habilitação, sendo apontado como professor assistente, tornando-se professor pleno de química em 1844.

## Rutênio
Em 1840 Claus recebeu uma quantidade substancial de amostras de minério de platina para seus estudos dos Montes Urais e começou a trabalhar na química e no isolamento de metais nobres, em particular ródio, irídio, ósmio e, em menor grau, paládio e platina. Em 1844 ele descobriu um novo elemento químico, que chamou de rutênio, em homenagem a Rutênia, o nome latinizado para Rússia e o nome latino de Rússia de Kiev, pelo qual Сlaus significava o Império Russo e a Rússia em particular. Escolhendo o nome para o novo elemento, ele declarou: "Chamei o novo corpo, em homenagem à minha pátria, de rutênio. Eu tinha todo o direito de chamá-lo por este nome porque o Sr. Osann renunciou ao seu rutênio e a palavra sim ainda não existe na química".
Claus conseguiu não apenas isolar o rutênio, mas também determinar seu peso atômico e propriedades químicas. Ele notou a semelhança das propriedades químicas do rutênio, ródio, paládio e platina, e documentou meticulosamente seus resultados. Por esta descoberta recebeu o Prêmio Demidov de 5 000 rublos (que foi de grande ajuda financeira para sua grande família). Claus enviou amostras do novo elemento para análise a Jöns Jacob Berzelius, que foi um dos cientistas mais renomados no campo de novos elementos, e assim se tornou conhecido pelos cientistas europeus.

## Saúde e final de vida
Claus era conhecido por sua atitude negligente em relação à saúde. Em particular, ele frequentemente experimentava seus produtos químicos e novos compostos e testava a força dos ácidos mergulhando um dedo neles e tocando sua língua com eles. Certa vez, ele queimou gravemente a boca ao provar um dos novos compostos de rutênio que havia sintetizado. Quando isolou o tetróxido de ósmio - um produto químico bastante tóxico - ele descreveu seu sabor como adstringente e parecido com a pimenta. Em abril de 1845 foi envenenado por vapores de tetróxido de ósmio e teve que parar de trabalhar por duas semanas. Em 1852 Klaus mudou-se de Kazan de volta para a Universidade de Tartu e assumiu o cargo de professor de farmácia. Morreu em Tartu em 1864.
Está sepultado no Cemitério Raadi em Tartu.